# Ізотактичний полімер

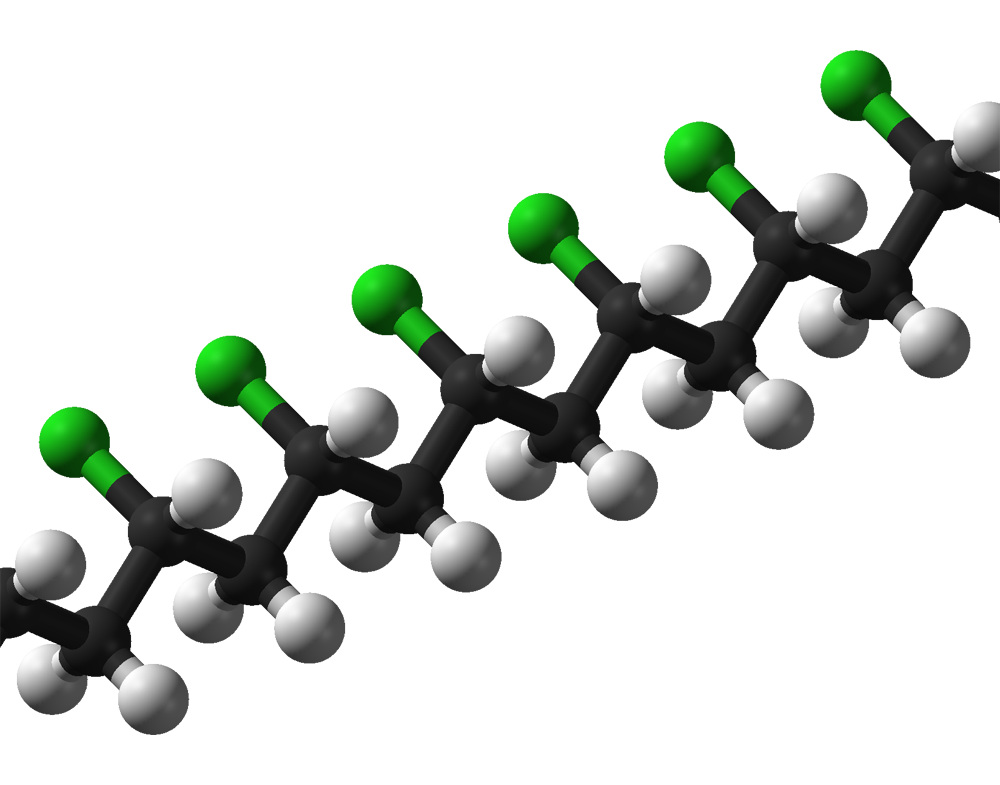
Ізотактичний полімер хлороетилену

Ізотакти́чний поліме́р (рос. изотактический полимер , англ. isotactic polymer) — регулярний полімер, що складається з ізотактичних макромолекул. Їхня будова описується послідовністю однотипних конфігураційних головних ланок (з хіральними чи прохіральними атомами в головному ланцюгу) — усі d або l.
У проєкціях Фішера всі замісники одного типу знаходяться по один бік лінії головного ланцюга, а іншого типу — по другий. Позначаються it-, наприклад, ізотактичний поліетиліден it-[-СН(СН3)-]n.